# Provocación policial
En derecho penal, una Provocación policial o Incitación al delito es una práctica en la que un oficial de policía lleva a una persona a cometer un acto criminal que esta última probablemente no habría cometido. Este proceso se desaconseja en varios países y puede dar lugar, en algunos de ellos, a sanciones penales.
En la historia, el atrapamiento consiste, para los policías responsables de los asuntos políticos, en un conjunto de prácticas de infiltración de agentes policiales, denominados “Agente provocador” en grupos de opositores, los infiltrados que empujan a los oponentes a actuar antes o de manera diferente, lo que permite al régimen desacreditar a la oposición. También se habla de provocaciones policiales durante las manifestaciones.

## En el mundo

### Canadá
En el derecho penal canadiense, la R. c. Mack de la Corte Suprema de Canadá define la trampa de la siguiente manera: “Hay trampa cuando a) las autoridades brindan a una persona la oportunidad de cometer un delito sin tener una sospecha razonable de que esa persona ya está involucrada en una actividad criminal, o basándose en una investigación genuina, y (b) aunque tenga esta duda razonable o actúe en el curso de una investigación real, las autoridades hacen más que proporcionar una oportunidad e incitar a cometer un delito".
En los casos de compra ilegal de servicios sexuales y posterior arresto por parte de un policía que actuaba bajo una identidad falsa de prostituta, los tribunales rechazan el argumento de trampa por las razones expuestas en la decisión Mack, según la decisión Brodeur del Tribunal de Apelación de Quebec, es decir que "si las autoridades sólo dan a una persona la oportunidad de cometer un delito sin incitarla a cometerlo [...], este tipo de investigación es aceptable en la medida en que la conducta de esta persona levanta razonablemente sospechas de su participación en una actividad delictiva o si las autoridades confían en una investigación genuina”.

### Francia
En 1906, 26 parteras de Tourcoing fueron juzgadas en el Tribunal de lo Penal por haber aceptado el principio de realizar un aborto. Son absueltos. Todas las demandas eran provocaciones policiales.
El asunto Schuller-Maréchal fue provocado por un complot contra el juez Éric Halphen, que consistía en acusar a su suegro Dr Jean-Pierre Maréchal de tráfico de influencias. En 1996, la Cour de cassation (Francia) declaró nulo el proceso contra él, ya que las escuchas telefónicas utilizadas para vigilarlo se habían realizado sin autorización legal y los propios hechos se basaban en un complot, en violación del principio de equidad de la prueba·.

## Agentes provocadores
El término pasó al lenguaje común de la jerga de los revolucionarios rusos, que lo usaban comúnmente. También lo utilizan los historiadores, basándose en las listas de “traidores, espías y provocadores” publicadas por los bolcheviques y los anarquistas rusos. Todo esto mientras la Okhrana rara vez utilizaba verdaderos agentes provocadores, y mucho más informantes y espías, siendo los agentes provocadores más parte del mito revolucionario que de la realidad misma.
En el dominio ruso, llamamos altipo del provocador nečaevščina, en honor al personaje histórico Nechaev.
Del Partido Comunista de la Unión Soviética, la práctica de perseguir a los traidores y agentes provocadores pasó al Partido Comunista Francés, que creó listas negras cada 7 u 8 meses en los años 1930
Según el historiador Jean-Paul Brunet, en el dominio francés, la trampa policial existe en la era contemporánea en diversos grados: común bajo la Restauración (historia de Francia) y el Segundo Imperio, pasivo bajo las diferentes Repúblicas (abstención de actuar o demora en actuar). Sin embargo, demuestra que donde hemos leído a menudo sobre provocaciones policiales (como el día del 15 de mayo de 1848 o el del 23 de marzo de 1979), en realidad hay la desorganización o la parálisis de las fuerzas policiales. Jean Pradel también señala que se trataba de una práctica común para luchar contra el mercado negro de 1940 a 1945.

### Provocaciones en manifestación
Las provocaciones son de dos tipos: provocaciones resultantes de actos voluntarios de la policía o de una demora o falta de actuación; y las percepciones de los manifestantes sobre acciones que no son provocaciones.
Según el sociólogo Tony Jefferson, el propio modo de funcionamiento de las fuerzas policiales militarizadas responsables de mantener el orden, que siempre se preparan para lo peor y, por tanto, siempre son demasiado numerosas y demasiado equipadas, hace que aparecen en sí mismos como una provocación. Una fila de agentes de policía con armadura antidisturbios ignífuga que avanza detrás de un muro de escudos es a la vez intimidante y provocativa (e incita a lanzar piedras según algunos agentes).

## Artículos relacionados
- Proyecto Recuerdo
- Sergei Zubatov
- Policía política
- Kompromat

- Datos: Q1066302
- Multimedia: Entrapment / Q1066302